# 平山温泉
平山温泉（ひらやまおんせん）は、熊本県山鹿市（旧国肥後国）にある温泉。周囲の温泉の成分には含まれていない硫黄分が含まれており、泉質の良さで知られる。

## 泉質
- 硫黄泉[1]
  - 源泉温度40 - 49℃。

リウマチや神経痛、皮膚に対する効能があるとされる。

## 温泉街
山鹿の奥座敷とも呼ばれる、山鹿市域西端部の山間部に位置しており、宿泊施設が13軒存在する。ボンネットバスによる宿泊客の送迎を行う宿がある。
共同浴場は、「平山温泉 元湯」（旧・平山温泉センター）が存在する。その他にも立ち寄り入浴が可能な施設がある。また、貸切風呂のある施設もある。
最近は熊本のローカル局はもちろん九州のテレビ局による紹介が相次いでおり、黒川温泉に続く穴場スポットとして注目されている。地理的条件から、特に福岡方面からの客が増加している。

## 歴史
開湯は1300年前といわれる。開湯伝説によれば、この地で皮膚病が流行った際に、阿蘇大明神に祈ったところ皮膚病に効く温泉が湧いたとされ、皮膚病の流行は終わったという。
皮膚に対する効能で、古くは湯治場として栄えた。

## アクセス
路線バス
- 産交バスが山鹿市と南関町を結ぶ路線バスを運行しており、平山温泉地域内に「平山温泉観光協会前」「平山温泉元湯前」の2か所の停留所がある。
  - 福岡方面からの場合、大牟田駅または新大牟田駅より西鉄バス55番系統南関行きに乗車し南関町役場で下車、産交バス山鹿行きに乗り換え
  - 熊本からの場合、熊本桜町バスターミナルより九州産交バス山鹿温泉行きに乗車し終点山鹿バスセンター下車、産交バス南関ゆきに乗り換え
  - このほか、玉名駅・新玉名駅からも山鹿温泉行きの産交バス路線がある。終点山鹿バスセンター下車、産交バス南関ゆきに乗り換え

自動車
- 九州自動車道菊水インターチェンジより12㎞、植木インターチェンジより17㎞。